# 덕천중학교
봉하중학교(峰下中學校)는 부산광역시 북구 덕천동에 있는 공립 중학교이다.

## 학교 연혁
- 1981년 9월 16일 : 교사 신축 기공(개교기념일)
- 1982년 3월 1일 : 초대 변재수 교장 취임
- 1982년 3월 5일 : 제1회 입학식(9학급)
- 1985년 2월 12일 : 제1회 졸업식(9학급 졸업생 536명)
- 2019년 12월 24일 : 덕천중·덕천여중 단계적 통합 결정
- 2021년 3월 1일 : 덕천중·덕천여중 통합 (덕천여중 2학년 61명 전입)
- 2021년 3월 2일 : 초‧중‧고 연계 학생 맞춤형 교육과정 혁신방안 연구학교 지정(3년간)
- 2021년 3월 2일 : 온라인 콘텐츠 활용 교과서 제작 선도학교 지정(1년간)
- 2022년 3월 1일 : 법인설립운영형 전문스포츠클럽 덕천SC(축구) 전환
- 2025년 2월 6일 : 제41회 졸업식(5학급 108명, 졸업생 수 총 16,321명)
- 2025년 3월 1일 : 제18대 진옥이 교장 취임
- 2025년 3월 4일 : 제44회 입학식(5학급 남 89명, 여 52명 총 141명)

## 참고 자료
- 덕천중학교 - 한국교육학술정보원 학교알리미